# 勤誠興業
勤誠興業 (英文: Chenbro Micom ) ，是一家台灣電腦硬體及元件製造商，總部位於新北市新莊副都心。

## 歷史
勤誠興業由陳美琪、陳連春與陳鳳明三人於1983年創立，主要製造生產於資料中心、雲端運算、企業資訊科技、大數據、高效能運算及嵌入式市場的伺服器、電腦機殼與機架解決方案、網通產品與伺服器管理軟體。
該公司1986年於台灣桃園成立首家製造廠，2006年在中國昆山、2007年在中國塘廈設廠，2021年，受到中華人民共和國薪資上漲及對台資企業的限制等問題，加上台灣中央及地方政府大舉補助並優惠台商，勤誠回國至嘉義縣馬稠後產業園區設廠，成為台商回流潮之一員，並因此萬坪土地大幅提升公司產能及營收。

## 廠區
- 新莊廠
- 五股廠
- 鹿草廠

## 產品
勤誠興業主要生產伺服器半成品，機架式、塔式伺服器機殼，儲存擴充套件，並提供電子專業製造服務產業OEM/JDM服務。
該公司宣稱已開發出擁有抽換式主機板的桌上型與塔式伺服器機殼。